# Nachtsuite
Nachtsuite was een Nederlands praatprogramma, met daarin belspelletjes, dat wekelijks door RTL 5 en later RTL 7 werd uitgezonden.
Het programma begon in januari van het jaar 1998, als spin-off van het bestaande programma Liefdesnest. Nachtsuite werd sinds het begin gepresenteerd door Christine van der Horst. Ook Valerie Zwikker, Lutein van Kranen en Doesjka Dubbelt waren regelmatig te zien. Het praatprogramma heeft keer op keer weten te choqueren en stond altijd garant voor controverse. Tussen de telefoonspellen door werden er gasten geïnterviewd die afweken van de doorsnee mensen. Tot augustus 2005 werd Nachtsuite uitgezonden op RTL 5, maar sinds de programmaruil met RTL 7 werd het op die zender uitgezonden.
Nachtsuite werd iedere zaterdagnacht rond middernacht uitgezonden. Op 24 juni 2006 viel het doek voor het populaire programma. Het maken van het programma kostte Endemol naar verluidt te veel geld.